# Metalcore
Metalcore é um gênero musical de fusão que combina elementos de metal extremo e hardcore punk. O termo é uma alusão aos dois gêneros, metal e hardcore.
O metalcore é conhecido por seu uso de breakdowns provindos do hardcore – que são passagens lentas e intensas que propiciam o moshing. Outra característica na instrumentação são os riffs pesados e rápidos de guitarra do metal extremo, frequentemente utilizando tons de pedal percussivo e bateria dupla. Vocalistas do gênero geralmente fazem o uso de técnicas de vocais gritados (screaming ou fry scream) em conjunto com vocais limpos e melódicos, embora o vocal gutural também seja uma técnica popular dentro do gênero.
Parte das raízes do metalcore surgiu no final dos anos 1980 até o início dos anos 1990, quando os músicos começaram a fundir o hardcore punk com estilos de metal extremo. Durante o início dos anos 2000, o metalcore começou a ganhar mais destaque comercial. Muitas bandas foram fortemente influenciadas pelo death metal melódico sueco, fazendo com que o termo "metalcore melódico" fosse cunhado para descrevê-las. Em meados dos anos 2000, um estilo de metalcore com forte influência no death metal ganhou popularidade moderada, este estilo foi apelidado de deathcore. Muitas bandas de metalcore e deathcore emergiram da chamada New Wave of American Heavy Metal.

## Características
- Vocal gritado (screaming) - Uma característica marcante no gênero, podendo variar de gritos agudos aos mais graves (gutural). Algumas vezes em sintonia com a guitarra solo. Vocalistas do gênero também podem combinar as duas técnicas – gritos guturais e agudos em uma única nota vocal.
- Vocal melódico - Vocais limpos cantados de forma leve e harmoniosa, em contraste com os gritos. A instrumentação geral também pode alternar e se tornar menos pesada e mais melódica enquanto segue os vocais limpos, por vezes possuindo semelhanças das sensibilidades melodiosas do post-hardcore e riffs harmônicos do death metal melódico. Algumas bandas no entanto optam por não usar vocais limpos, preferindo deixar a carga emotiva somente nos instrumentais.
- Guitarras - Afinações baixas, riffs rápidos e dobras, algumas vezes solos acompanhando a instrumentação rápida. Uma técnica bastante conhecida são os drops de guitarra (breakdowns), uma técnica bastante utilizada por guitarristas deste gênero. O breakdown consiste em quebras de riffs em guitarras que tocam um conjunto de riffs orientados ritmicamente, geralmente em cordas levemente abafadas para atingir um ruído de ataque muito alto que decai lentamente, tornando o som geral mais denso e pesado. Às vezes, eles são contrastados com acordes dissonantes, como intervalos de segundos menores, trítonos (quintas bemolizadas) ou harmônicos de aperto.
- Baixos - Rápidos e na maioria das vezes com o uso de palhetas.
- Bateria - Veloz e alternando com condução e pedais duplos encaixando com as palhetadas das guitarras e baixo, algumas vezes com o uso de blast beats (metranca) e algumas vezes D-beat.

## História

### Precursores (1977–1984)
O hardcore começou a ser inserido ao metal extremo a partir do início da década de 1980. As bandas Black Flag e Bad Brains estão entre as criadoras do hardcore, que admiravam Black Sabbath. Bandas de street punk britânico, como por exemplo Discharge e The Exploited também buscavam inspirações dentro do heavy metal. Os Misfits em seu álbum denominado Earth A.D, tornaram-se influência através deste para o thrash. Apesar de tudo, as culturas do punk e do metal permaneceram separadas desde meados do primeiro semestre de 1980.

### Crossover thrash (1984–1989)

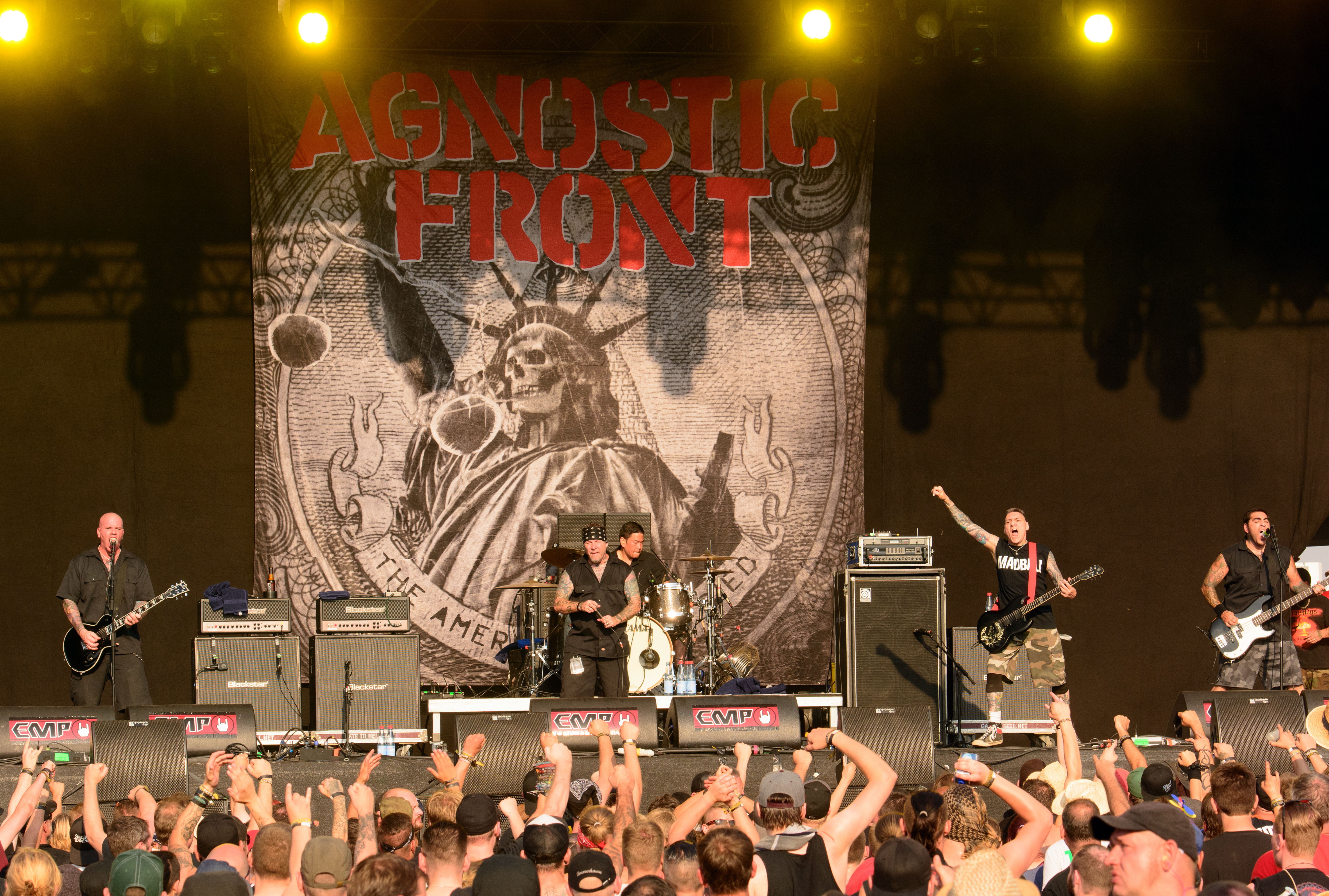
Banda de hardcore dos anos 80, Agnostic Front.

Uma mistura de metal e hardcore criou eventualmente a cena crossover thrash, que assaltou um clube em Berkley chamado Ruthie's, em 1984. O termo metalcore em sua essência foi utilizado para se referir a estes grupos de crossover. Bandas de punk hardcore como Corrosion of Conformity, Dirty Rotten Imbeciles e Suicidal Tendencies tocavam lado-a-lado com bandas de thrash metal como Metallica e Slayer. Esta cena influenciou o lado skinhead do hardcore novaiorquino, que também começou em 1984, incluindo bandas como Cro-Mags, Murphy's Law, Agnostic Front  e Warzone. Os Cro-Mags se mostraram a banda de maior influência, sendo igualados aos Bad Brains, Motörhead, e Black Sabbath. Os Cro-Mags também embarcaram no straight edge, e para surpresa de todos no Movimento Hare Krishna. Outras bandas straight edge, incluindo Gorilla Biscuits, Crumbsuckers, e Youth of Today, que inaugurou o estilo youth crew. Em 1985 foi anunciada a criação do breakdown, uma miscelânea dos Bad Brains com uns traços de origem reggae, criando assim a forma mais famosa de troca de ritmo em uma mesma música, encorajando os espectadores a fazerem o mosh. O álbum Cause Of Alarm (1986), da banda Agnostic Front com a participação de Peter Steele, foi um marco na mistura do hardcore com o metal.

### Hardcore metálico (1989–1995)
Entre 1989 e 1995, uma nova onda de bandas de punk hardcore e metalcore surgiu. Isto inclui All Out War, Integrity, Earth Crisis, Converge, Shai Hulud, Starkweather, Judge, Strife, Rorschach, Vision of Disorder. Integrity teve como sua influência primária uma banda de metalcore japonesa, intitulada GISM, com pitadas de Slayer e mais elementos vindo de bandas como Septic Death, Samhain e Motorhead. Já Earth Crisis, Converge e Hatebreed, preferiram elementos do death metal. Os álbuns Hearts Once Nourished with Hope and Compassion da banda Shai Hulud, e Destroy The Machines da banda Earth Crisis (1995), foram uma forte influência desta época.

### Metalcore melódico e sucesso comercial
No início dos anos 90, uma terceira onda de bandas de metalcore apareceu, que adicionaram uma significante ênfase na melodia. Estas bandas combinavam elementos modernos do punk e do metal, e tinham a tendência de misturar death metal melódico e hardcore melódico. As primeiras bandas que misturavam estes elementos e algumas das precursoras são Eighteen Visions, Killswitch Engage, All That Remains, Shadows Fall, Unearth, Trivium, Bleeding Through e Atreyu. Os primeiros discos destas bandas conseguiram subir a patamares mais populares na maioria por esta mistura, tornando-se a lista das bandas de maior sucesso comercial no gênero. No death metal melódico, as bandas que podem ser consideradas influência primária foram particularmente as bandas de língua sueca, como In Flames, Dark Tranquility e At the Gates. O metalcore melódico possui vocais limpos durante a música e tendem a ser menos dissonantes que os outros estilos do metalcore. Algumas destas bandas, como, por exemplo, Shadows Fall, chegam a lembrar o vocal anos 80 do glam metal.

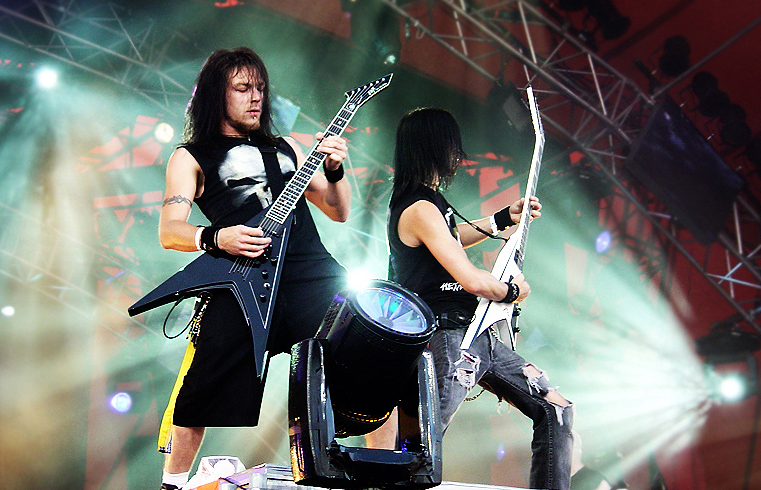
Banda galesa, Bullet For My Valentine, durante um show em 2006.

Na metade da década de 2000, o metalcore acabou subindo a patamares mais altos com uma força que até mesmo gerou gravadoras independentes, como a Century Media ou a Metal Blade, encabeçando bandas de metalcore como seus principais produtos.

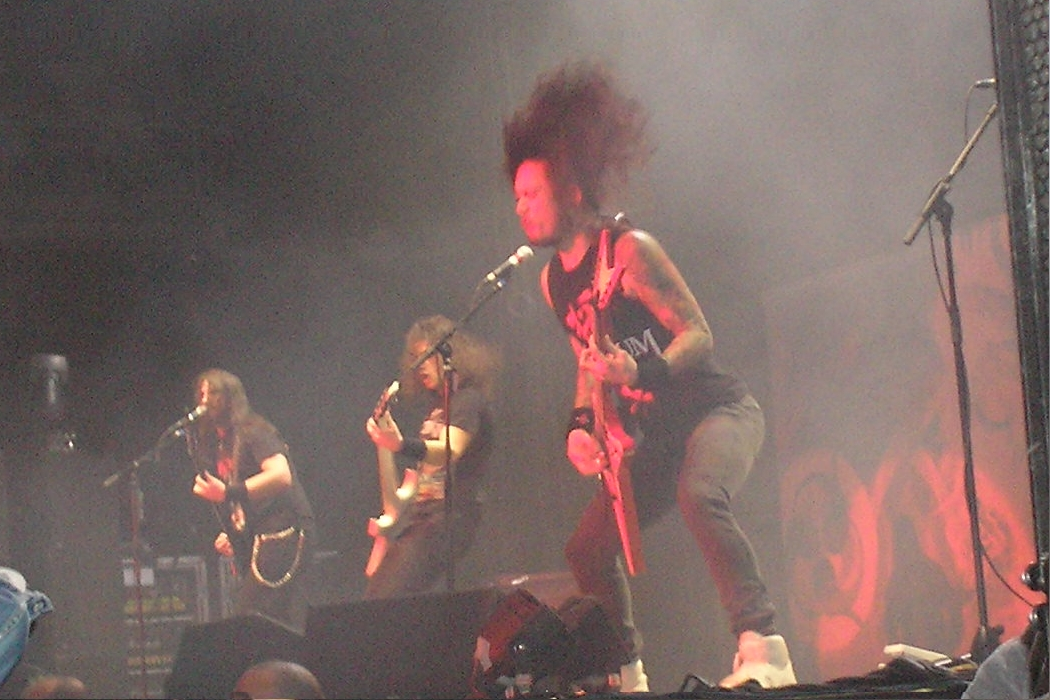
Trivium durante um show em 2008.

O metalcore ficou popular o suficiente para que álbuns como The End of Heartache do Killswitch Engage e The War Within da banda Shadows Fall debutassem nas posições 21 e 20 da Billboard. O single “Two Weeks” da banda All That Remains alcançou a nona posição no Mainstream Rock Tracks nos Estados Unidos e a canção título do álbum ficou no lugar de número 38. Mesmo com o sucesso do metalcore melódico, algumas bandas desta época ainda possuíam influências do thrash metal, como o Bullet for My Valentine em seu segundo álbum de estúdio, Scream Aim Fire.

### Metalcore cristão
Em 1999 foi realizado o primeiro trabalho de metalcore envolvido com temáticas cristãs, da banda de metalcore Zao, com o álbum Where Blood and Fire Bring Rest. Sendo ZAO um dos precursores do metalcore e o precursor do metalcore cristão, o gênero se tornou um estilo muito favorável a bandas de metal cristão, tendo uma onda de bandas de metalcore cristão nos anos 2000 e as bandas desta cena do metalcore acabaram se tornando a maioria do mainstream do metalcore atual (e vice-versa, com o mainstream do metal cristão se tornando as atuais bandas de metalcore). Underoath, Demon Hunter, The Devil Wears Prada, August Burns Red, Zao, Haste the Day, For Today, Phinehas outra banda que não é totalmente adepta ao gênero, mas que sofre influências do metalcore é a banda Living Sacrifice, estes são alguns exemplos dentre muitos outros.

## Subgêneros

### Mathcore
O mathcore surgiu na metade dos anos 90, do trabalho das bandas Converge, Botch e The Dillinger Escape Plan. O termo foi concebido como analogia ao mathrock, pois o mathcore é caracterizado pela velocidade, riffs bastante técnicos, e compassos não usuais ou complexos. Bandas como Protest The Hero e Fear Before, incorporam os padrões do metalcore junto com tempos complexos e elementos do progressivo, formando assim o mathcore.

### Deathcore

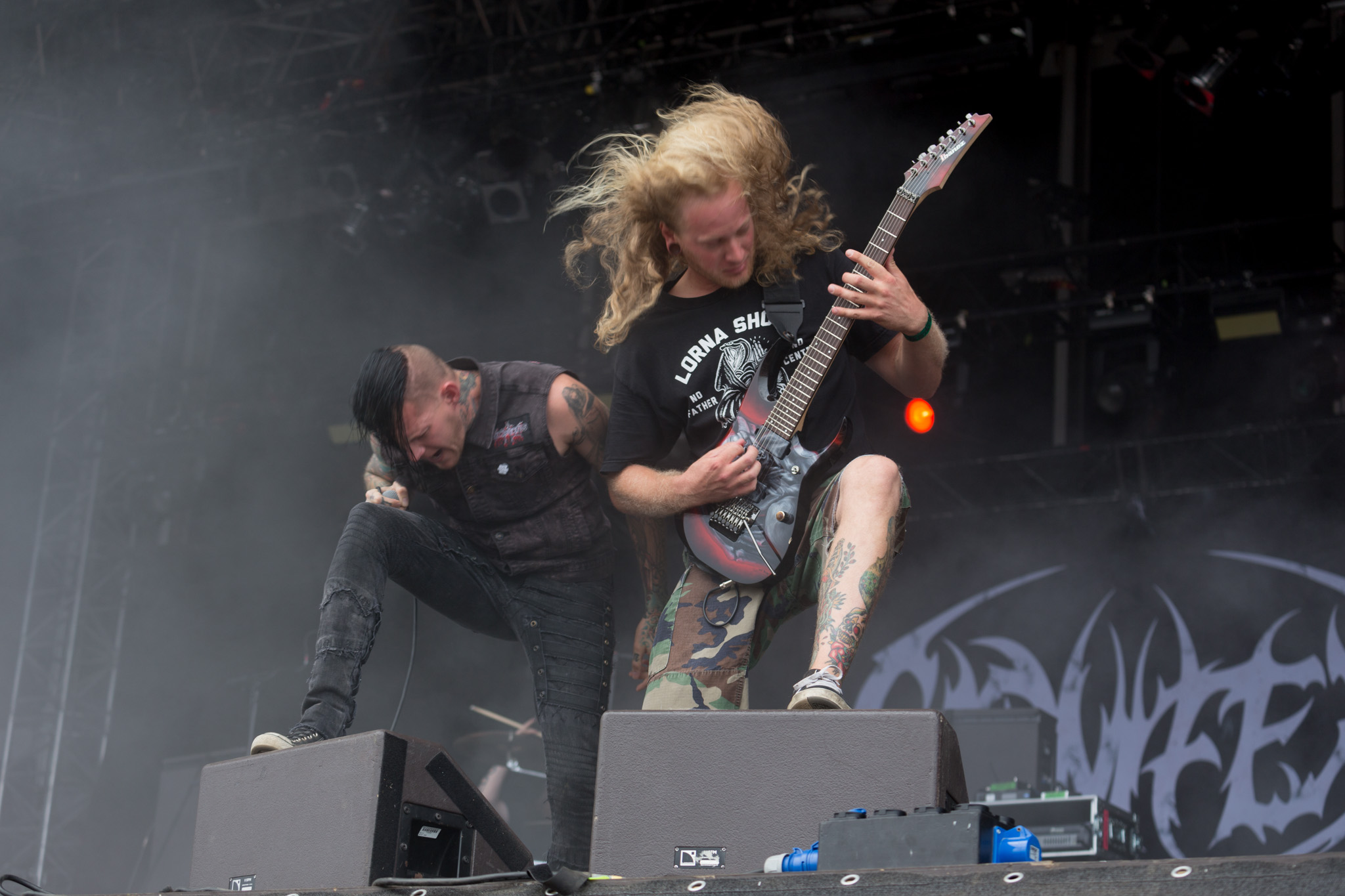
Banda de deathcore Carnifex

De forma bem incisiva, é uma amalgama entre o metalcore e o death metal. Enquanto ainda classificado como um subgênero do metalcore, o deathcore tem influência maior do death metal, tendo como peculiaridades a velocidade, o peso, a abordagem da escalas cromáticas, grande quantidade de riffs com a técnica de cordas abafadas, dissonância e trocas de tom. O deathcore muitas vezes faz o uso excessivos de breakdowns com uma sonoridade pesada e sombria, descartando o uso de melodias, no entanto, algumas bandas como Chelsea Grin, All Shall Perish e  Born of Osiris fazem o uso da melodias em algumas de suas músicas.

### Electronicore

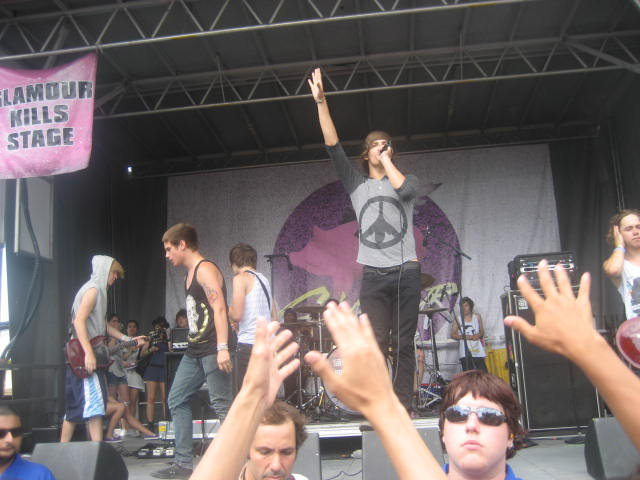
I See Stars em 2010

O electronicore (também conhecido como synthcore ou trancecore) é uma fusão entre o metalcore ou post-hardcore com a música eletrônica, mais especificamente electronica e trance, podendo também incluir EDM, dubstep e influências da música ambiente. A banda I See Stars é uma das mais expressivas desta fusão, embora seu estilo oscile entre metalcore e post-hardcore combinados com a música eletrônica. Outras bandas como a precursora Enter Shikari, Attack Attack! e Abandon All Ships também foram notáveis dentro do estilo. Logo em seu lançamento, o álbum Stand Up and Scream da banda Asking Alexandria se tornou um dos mais populares e expressivos na mistura do peso do metalcore com a música eletrônica.

### Metalcore progressivo

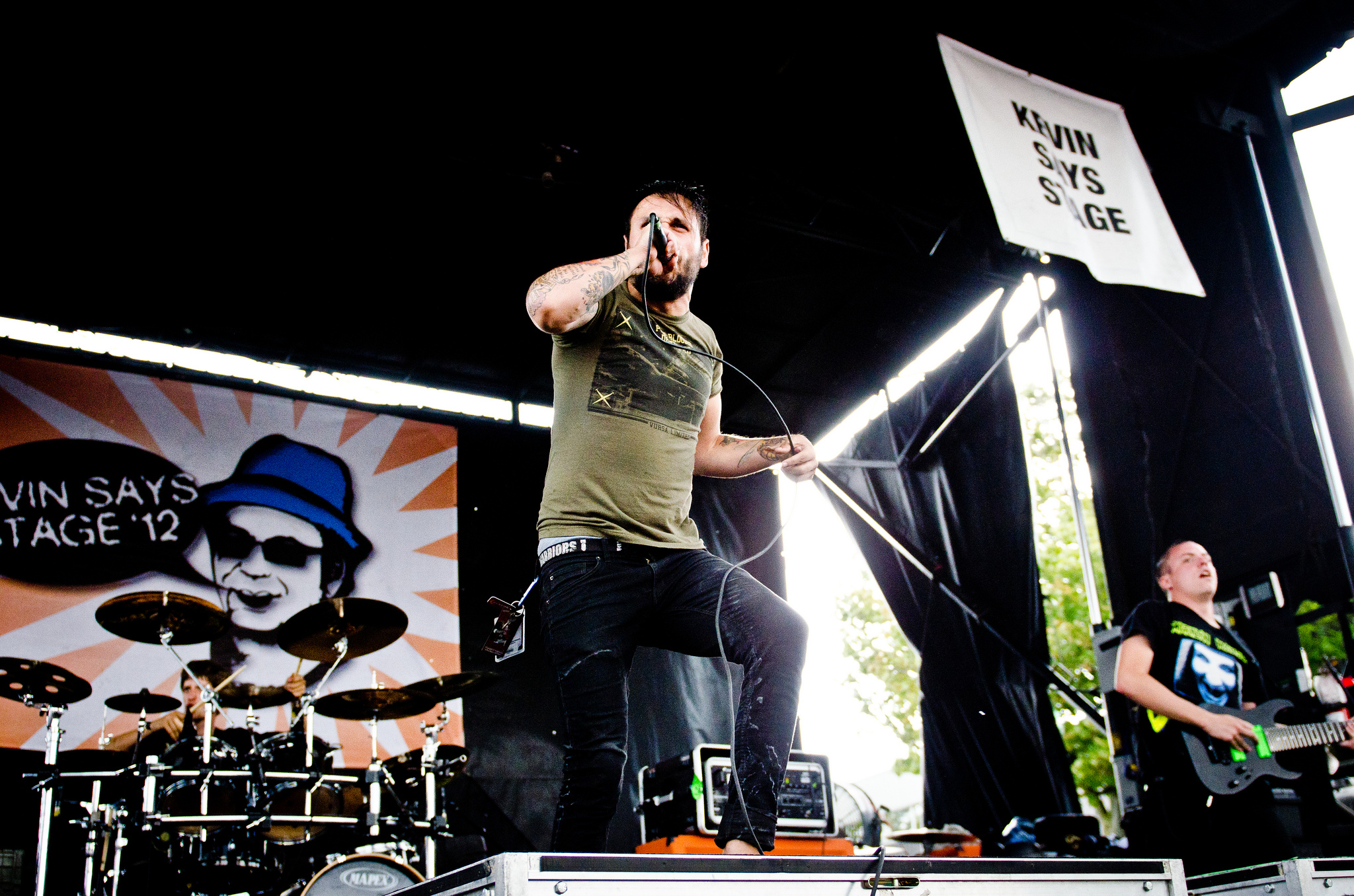
Banda de metalcore progressivo After the Burial

O metalcore progressivo é uma fusão do metalcore com o metal progressivo, tendo ainda influência do djent, sendo caracterizado por instrumentais mais complexos, como solos mais elaborados, constantes contratempos, arranjos atmosféricos e ambientes, entre mais.

### Nu metalcore
O nu metalcore é uma fusão entre o metalcore e (ou) deathcore com o nu metal, sendo ainda algumas bandas influenciadas pelos gêneros mais atuais do pop e do R&B.

## Álbuns representativos
- Poison the Well - The Opposite of December... A Season of Separation
- As I Lay Dying - Shadows Are Security - An Ocean Between Us - The Powerless Rise
- August Burns Red - Thrill Seeker - Messengers - Constellations
- Avenged Sevenfold - Sounding the Seventh Trumpet - Waking the Fallen
- All That Remains - The Fall of Ideals - Overcome
- Bullet For My Valentine - The Poison - Scream Aim Fire - Fever
- Caliban - Opposite from Within
- Eighteen Visions - Yesterday Is Time Killed - Vanity
- Killswitch Engage - Alive or Just Breathing - The End of Heartache - As Daylight Dies[22]
- Norma Jean - O God, the Aftermath
- Shadows Fall - The War Within - Threads of Life
- Parkway Drive - Horizons - Killing With a Smile - Deep Blue - Atlas
- Trivium - Ember to Inferno - Ascendancy - Shogun
- Miss May I - Apologies Are for the Weak - Monument
- Unearth - The March - The Oncoming Storm
- Zao - The Funeral of God
- The Devil Wears Prada - Dear Love: A Beautiful Discord - Plagues

## Ligações Externas
- «Do punk ao hardcore, estudo de caso UFMG»